# André Santos
André Clarindo dos Santos, mer känd som endast André Santos, född 8 mars 1983, är en brasiliansk fotbollsspelare. Han har tidigare spelat för bland annat Fenerbahçe och Arsenal. 

## Klubbkarriär

### Brasilien
André Santos spelade i sitt hemland för klubbarna Figueirense, Flamengo, Atlético Mineiro och Corinthians innan det blev en flytt till Turkiet.

### Fenerbahçe
Den 20 juli 2009 gick han till den turkiska klubben Fenerbahçe tillsammans med sin lagkamrat i Corinthians, Cristian Baroni. De båda skrev på varsitt femårskontrakt.
Han gjorde 10 mål på 52 ligamatcher på klubben. Han gjorde fem mål på 25 matcher i Süper Lig säsongen 2010–11, vilket var flest mål gjorda av en vänsterback under den säsongen. Den 29 augusti 2011 kom klubben överens med Arsenal om en övergång värd sju miljoner euro för Santos.

### Arsenal
Den 31 augusti 2011 skrev André Santos på ett långtidskontrakt med Arsenal. Han gavs tröjnummer 11.
Han gjorde sin debut för klubben den 17 september som startspelare i en 4–3-förlust mot Blackburn Rovers på Ewood Park. Den 28 september gjorde han sitt första mål för Arsenal i en 2–1-vinst över Olympiakos i en gruppspelsmatch i Uefa Champions League. Han gjorde sitt första Premier League-mål i 5–3-bortavinsten mot rivalerna Chelsea på Stamford Bridge.